# JaVale McGee
JaVale Lindy McGee (ur. 19 stycznia 1988 w Flint) – amerykański koszykarz, grający na pozycji środkowego, trzykrotny mistrz NBA, od 2023 zawodnik Sacramento Kings.
Pochodzi z koszykarskiej rodziny. Jego ojcem jest George Montgomery (208 cm), koszykarz wybrany w II rundzie draftu 1985 roku z numerem 39 przez Portland Trail Blazers, natomiast matką Pamela McGee – dwukrotna mistrzyni NCAA, mistrzyni olimpijska (1984) oraz zawodniczka WNBA (Los Angeles Sparks, Sacramento Monarchs), która akademickie sukcesy odnosiła wspólnie z siostrą bliźniaczką – Paulą.
Oficjalnie dysponował największym zasięgiem ramion (230 cm) spośród aktywnych zawodników NBA, zanim Utah Jazz nie wybrali w drafcie 2013 roku Francuza Rudy’ego Goberta (235 cm).
W styczniu 2014 rozpoczęto emisję programu telewizyjnego – Mom’s Got Game, przedstawiającego życie JaVale'a i jego matki.
13 sierpnia 2015 podpisał jako wolny agent umowę z klubem Dallas Mavericks. 16 września 2016 został zawodnikiem Golden State Warriors.
27 lipca 2017 podpisał kolejną umowę z Golden State Warriors. 10 lipca 2018 został zawodnikiem Los Angeles Lakers.
22 listopada 2020 został wytransferowany do Cleveland Cavaliers. 25 marca 2021 trafił w wyniku wymiany do Denver Nuggets. 16 sierpnia 2021 dołączył do Phoenix Suns. 9 lipca 2022 zawarł umowę z Dallas Mavericks. 2 września 2023 został zawodnikiem Sacramento Kings.

## Osiągnięcia
Stan na 2 października 2023, na podstawie, o ile nie zaznaczono inaczej.

### NCAA
- Uczestnik II rundy turnieju NCAA (2007)
- Mistrz sezonu regularnego konferencji Western Athletic (WAC – 2007, 2008)
- Zaliczony do:
  - I składu defensywnego WAC (2008)
  - II składu WAC (2008)

### NBA
- Trzykrotny mistrz NBA (2017, 2018, 2020)
- Finalista konkursu wsadów (2011)
- Zaliczony do I składu letniej ligi NBA (2010)
- Lider play-off w:
  - średniej bloków (2012)[14]
  - skuteczności rzutów z gry (2017)[15]

### Reprezentacja
- Mistrz olimpijski (2020)[16]